# يوكوته (أكيتا)
يوكوته مدينة تقع ضمن محافظة أكيتا في اليابان، تأسست في 10 يناير 2005، بلغ عدد تعداد سكانها في 1 يناير 2008 حوالي 101234 نسمة. مساحتها الإجمالية حوالي 693.6 كم٢ لتصبح كثافة سكانها 146 نسمة لكل كيلو متر مربع.

## أعلام
- تاتسوزو إيشيكاوا
- يو تاكاهاشي
- ميتسو دان